# Chobits
Chobits (ちょびっツ?, Chobittsu) è un manga ed un anime illustrato dalle CLAMP. L'opera originale è stata pubblicata in Giappone fra il 2000 ed il 2002 dalla casa editrice Kōdansha ed in Italia da Star Comics.
Dal manga lo studio Madhouse ha prodotto un anime in 26 episodi che è stato trasmesso in Giappone nel 2002, al quale si sono aggiunti uno "speciale" comico di 6 minuti nel 2004 ed un OAV che può considerarsi il 27º episodio. In Italia la serie è ancora inedita.

## Sviluppo

### Titolo
Il titolo Chobittsu (ちょびっツ?, Chobittsu) utilizza un mix dei caratteri hiragana Chobi(raddoppio) (ちょびっ?) e katakana tsu (ツ?, tsu). Tale mix è forse riconducibile alla prassi dei padroni dei "persocom" di mixare caratteri hiragana, katakana e alfanumerici nell'inserire le password dei loro "PC", così da renderle più difficili da scoprire.

### Ambientazione
La storia è ambientata a Tokyo pochi anni dopo Angelic Layer, in un futuro molto prossimo o in un presente alternativo. La tecnologia applicata all'informatica ha fatto passi da gigante e i personal computer, estremamente potenti, sono stati inseriti in automi dalle sembianze umane, i persocom. Queste macchine sono utilizzate per navigare in Internet, inviare e-mail, rispondere al telefono, ecc. È sufficiente installare il programma adeguato e i persocom possono soddisfare qualsiasi desiderio.
Questo sta però lentamente cambiando la società perché i persocom sono gentili, servizievoli ed estremamente devoti, e la gente comincia a preferire la loro presenza a quella delle altre persone. I persocom però sono solamente delle macchine, i loro sentimenti sono soltanto simulati dal software e i loro ricordi sono semplici dati immagazzinati nel loro disco rigido.
Da qualche tempo però in Internet circola la voce dell'esistenza dei mitici Chobits, persocom con una potenza di calcolo enorme, in grado di imparare senza aver bisogno di software aggiunto e di sistema operativo, capaci di provare veri sentimenti.

### Tematiche
La città deserta (だれもいない町?, Daremoinai machi) è il titolo di una serie di quattro libri illustrati per bambini scritti e disegnati da Chitose Hibiya, l'amministratrice del condominio nonché "madre" di Chii. Il linguaggio apparentemente oscuro ma evocativo di questi libri serve a fare capire a Chii il vero scopo della sua esistenza e quale sia la sua missione. I personaggi del libro sono "Atashi azzurra" e "Atashi rosa". Atashi (アタシ?), "me" in giapponese, rappresenta la stessa Chii e la sua doppia personalità. "Atashi azzurra", una sorta di coniglietto dalle lunghe orecchie che ricordano i capelli di Chii, vaga per le città alla ricerca dell'"uomo soltanto per lei", che l'accetti e l'ami per ciò che è, senza pregiudizi.
1. La città deserta
Chii lo compra e lo legge nell'episodio 5. La protagonista è Atashi azzurra.
2. La persona soltanto per me
Chii lo compra nell'episodio 10 e lo legge negli episodi 11 e 19. Vi compaiono Atashi azzurra e Atashi rosa.
3. Viaggiando ancora un po' 
Il libro esce in libreria nell'episodio 20.
4. Guardando dentro me stessa
Chitose Hibiya disegna il libro nell'episodio 22 e Chii lo legge nell'episodio 25.
Nonostante i momenti decisamente comici e alcune battute genere Ecchi, le tematiche affrontate da Chobits sono numerose e complesse. Il tema più frequente è l'analisi del rapporto tra umani e persocom. Sebbene la storia sottolinei il concetto dei persocom che vengono amati dalle persone, la lezione che il manga desidera trasmettere (essere amati per quello che siamo) può essere rappresentata in modi diversi.
"Watashi" o "Atashi" (Giapponese per "io" o "me"), è un personaggio disegnato da Chitose Hibiya che compare in una serie di libri illustrati per bambini. I libri vengono utilizzati da Chitose per alludere all'amore ricambiato per Chii e per mettere in luce proprio il rapporto tra umani e persocom; tra l'altro si basano sul concetto che, poiché i persocom sono programmati per eseguire i desideri degli uomini, ben presto questi ultimi finiranno per preferirli ai loro simili, causando seri problemi, come l'impossibilità di riprodursi.
Uno dei concetti che spesso ritorna in "Chobits" è la verginità di Chii, intesa come sua impossibilità ad avere rapporti sessuali, poiché equivarrebbe a resettarla completamente. Di conseguenza, Chii può affidare il suo corpo solo a qualcuno che la ami abbastanza da preferire al puro atto sessuale il conservare integralmente la personalità del persocom stesso. Questa "abilità", se così può essere chiamata, si suppone sia stata attribuita a Chii da suo padre solo dopo la morte di Freya. L'intento del suo creatore, infatti, era di far sì che ogni persocon da lui creato trovasse la felicità, e l'unico modo che Chii ha per essere felice e sviluppare la sua personalità è quello di trovare qualcuno che la ami di un amore puro, non finalizzato al sesso.
La tematica fondamentale è certamente l'amore. Ritorna molto spesso l'immagine di due anime che si cercano per completarsi a vicenda, e il concetto dell'"uomo solo per me", utilizzato sia da Atashi nella storia illustrata, sia da Chii per quanto riguarda Hideki, sia da Freya nei confronti di suo padre. L'amore è visto come qualcosa di assolutamente indispensabile: Freya infatti, non potendo godere dell'amore di suo padre, finisce lentamente per spegnersi. È l'amore che funge da collegamento fra tre dei personaggi principali, proprio Chii, Freya e Atashi.

## Trama
Hideki Motosuwa è uno studente "ripetente" (in giapponese "rōnin", a ricordare gli antichi samurai vagabondi e senza padrone) che sta tentando di entrare con scarso successo all'università. Un giorno trova casualmente una persocom che sembra gettata fra i rifiuti; visto il suo desiderio (fino a quel momento irrealizzabile per l'elevato costo) di possederne una, decide di portarla a casa sua ed accenderla.
La persocom non sembra saper parlare né avere un sistema operativo installato. L'unico suono che riesce ad emettere è "chii", così Hideki decide di chiamarla in questo modo. Hideki continua la sua vita, lavorando, studiando e cercando di insegnare sempre cose nuove alla sua nuova persocom, che però sembra avere un passato misterioso alle spalle: vi sono infatti numerose persone che la cercano e una seconda Chii, identica a lei, che sembra comparire nei momenti in cui la persocom è in pericolo.
In seguito iniziano ad emergere indizi che Chii sia un "Chobits", un particolare tipo di PC artigianale estremamente elaborato; peculiarità del "Chobits", si mormora nelle reti informatiche, sarebbe la capacità di provare emozioni come gli esseri umani. Da questo momento la trama si fa maggiormente introspettiva, cercando di entrare nei meandri dei sentimenti umani e di affrontare il tema dell'amore fra l'uomo e gli androidi.
Pian piano, grazie a questi indizi, Hideki scopre di più sul passato di Chii e sul fatto che lei era stata creata dal marito dell'amministratrice del condominio in cui abita. La seconda Chii che ogni tanto compariva è Freya, che era la "sorella" maggiore di Chii e che aveva passato il suo cuore nel corpo di Chii subito prima di disattivarsi e "morire", in modo che il suo ricordo non venisse cancellato.

## Personaggi

### Umani
Hideki Motosuwa
Uno studente ripetente che trova per caso Chii. È definito dalle ragazze "un bravo ragazzo", ed è probabilmente per questo che è ancora vergine. È un ragazzo dolce e simpatico, ma decisamente imbranato, ha il brutto vizio di pensare ad alta voce ed ha una vera passione per i giornaletti porno (Okazu). Si innamora di Chii, e solo grazie a questo riesce a salvarla.
Hiroshi Shinbo
Shinbo è amico e compagno di scuola di Hideki. È molto esperto di persocom a differenza del suo amico e ne possiede uno portatile di nome Sumomo. Ha in segreto una relazione sentimentale con la sua professoressa, Takako Shimizu.
Chitose Hibiya
È la padrona di casa di Hideki e l'amministratrice del condominio. È vedova ed è molto premurosa nei confronti di Chii, le presta numerosi vestiti e si assicura sempre che stia bene. Solo in seguito si scopre che il suo defunto marito è il creatore di Chii, che aveva costruito per dare a Chitose la figlia che lei non poteva avere. Chitose continua a sorvegliare in modo discreto Chii e disegna per lei la serie di albi dal titolo "La città vuota" per aiutarla a ricordare la sua missione.
Ichiro Mihara
Noto in Angelic Layer col nomignolo di Icchan, nel manga viene rivelato che è il defunto marito di Chitose Hibiya.
Minoru Kokubunji
È un ragazzino ricco nonché un genio in materia di persocom: ne ha costruiti svariati tra cui uno somigliante alla sua sorella scomparsa. Sarà lui a presupporre che Chii potrebbe essere un Chobits.
Yumi Oumura
Amica e collega di lavoro di Hideki, che vede come un senpai o un fratello maggiore. È innamorata di Hiroyasu Ueda, il quale però ha lasciato a causa del suo passato (Hiroyashu si era innamorato e sposato con un PC, al quale aveva dato lo stesso nome di Yumi). Nel seguito della storia i due ritornano insieme, anche grazie all'aiuto di Hideki e di Chii.
Takako Shimizu
È l'insegnante di Hideki e Shinbo alla scuola di preparazione, anche se avrebbe voluto essere una maestra delle elementari. È una donna molto attraente e apparentemente sempre allegra, ma nasconde un dolore segreto. Suo marito infatti le ha preferito un persocom e si è praticamente dimenticato di lei. Intreccia quindi una relazione segreta con Shinbo e alla fine se ne andrà con lui per sposarlo.
Hiroyasu Ueda
È il proprietario della pasticceria Tyrol, dove trova lavoro Chii. In passato è stato sposato con un persocom, di cui era veramente innamorato, ma che venne seriamente danneggiato e "morì" in un tragico incidente. In seguito si innamora di Yumi Oumura.

### Persocom

Il "risveglio" di Chii nel primo episodio

Chii
Chii (o Elda, il suo primo nome attribuitogli da Chitose) è il persocom della serie Chobits ritrovato per caso da Hideki. Secondo una leggenda metropolitana che circola in Internet, questi persocom sarebbero capaci di provare veri sentimenti. La parola "Chobits" in verità, veniva usata dal marito di Chitose Hibiya come password e per definire Freya e Chii (Chobits ha come significato infatti "piccole e carine"). Quando Hideki, all'inizio della storia, raccoglie Chii, scopre che è stata formattata e decide di prendersi cura di lei. Chii, identifica in Hideki, grazie al suo programma, "l'uomo solo per me", finendo per "innamorarsi" di lui.
Freya
La sorella gemella di Chii. Era stata creata prima di lei per dare all'amministratrice una figlia. Ma si era innamorata del padre e per la sofferenza che provava si è autodistrutta. Alla fine della serie esce dal corpo di Chii grazie alle parole di Hideki, riuscendo così ad essere libera per sempre dal suo dolore.
Sumomo
È il persocom portatile di Hiroshi Shinbo. Ha l'aspetto di una piccola jinn alta una ventina di centimetri, che quando va in stand-by si mette a ballare a mo' di salvaschermo. Sempre allegra e iperattiva, la mattina si comporta come una sveglia, costringendo tutti gli abitanti della casa a fare la ginnastica mattutina al ritmo del suo fischietto. Viene utilizzata spesso per aiutare Hideki Motosuwa e Chii e rimane definitivamente a casa loro dopo la "fuga d'amore" di Shinbo con Takako.
Kotoko
È il persocom portatile di Kojima Yoshiyuki, un appassionato di informatica protagonista dell'episodio del rapimento di Chii. Kotoko, che veste abiti tradizionali giapponesi, è stata programmata per dire sempre la verità e accusa quindi il suo padrone di rapimento. Per questo motivo viene requisita da Hiromu come prova delle malefatte di Kojima ed in seguito starà definitivamente a casa di Motosuwa e Chii a fare compagnia a Sumomo.
Yuzuki
È il persocom più sofisticato costruito da Minoru. Ha le sembianze e i comportamenti della sua defunta sorella maggiore, ma essendo un pc non potrà mai sostituire l'originale. Minoru tiene molto a lei, all'inizio perché gli ricorda la sorella, ma poi riesce ad accettarla per quella che è: non una copia imperfetta, ma semplicemente Yuzuki.
Dita e Jima
Sono due persocom governativi incaricati dallo stato di disattivare la povera Chii. Ma mentre Dita è molto sicura della missione, Jima ha molti dubbi e spesso fa in modo di non intervenire. Sembra provino qualcosa l'uno per l'altra.

## Media

### Manga
Il manga originale, scritto ed illustrato dal gruppo CLAMP, è stato pubblicato originariamente in Giappone in 88 capitoli sulla rivista Young Magazine, dal numero 43 del 2000 al numero 48 del 2002; l'editore Kodansha ha poi pubblicato l'opera completa in otto volumi dal 14 febbraio 2001 al 29 novembre 2002.
L'edizione italiana iniziò ad essere pubblicata dall'editore Star Comics sulla rivista Kappa Magazine fra il giugno 2001 ed il gennaio 2003 (dal numero 108 al 127) rimanendo però incompiuta; poi è stata trasferita sulla testata Express, che ha ripubblicato la serie dall'inizio e completamente in 8 volumi.

#### Volumi
| Nº | Data di prima pubblicazione | Data di prima pubblicazione | Data di prima pubblicazione |
| Nº | Giapponese                  | Giapponese                  | Italiano                    |
| -- | --------------------------- | --------------------------- | --------------------------- |
| 1  | 14 febbraio 2001            | ISBN 978-4-06-334383-0      | 1º aprile 2003              |
| 2  | 27 giugno 2001              | ISBN 978-4-06-334427-1      | 10 giugno 2003              |
| 3  | 26 settembre 2001           | ISBN 978-4-06-334460-8      | 10 agosto 2003              |
| 4  | 26 dicembre 2001            | ISBN 978-4-06-334483-7      | 10 ottobre 2003             |
| 5  | 24 aprile 2002              | ISBN 978-4-06-334527-8      | 10 dicembre 2003            |
| 6  | 24 luglio 2002              | ISBN 978-4-06-334590-2      | 10 febbraio 2004            |
| 7  | 20 settembre 2002           | ISBN 978-4-06-334599-5      | 15 aprile 2004              |
| 8  | 27 novembre 2002            | ISBN 978-4-06-334632-9      | 17 giugno 2004              |

### Anime
Il manga è stato trasposto in versione anime da Madhouse in 26 episodi, trasmessi in Giappone dal 2 aprile al 24 settembre 2002. La serie è ancora inedita in Italia.

#### Colonna sonora
Due album contenenti la colonna sonora dell'anime sono stati pubblicati dalla Pioneer: Chobits Original Soundtrack 001 il 1º luglio 2003 e Chobits Original Soundtrack 002 il 7 ottobre 2003. Inoltre sono stati resi disponibili i singoli delle sigle dell'anime, che sono le seguenti:
Sigla di apertura:
- Let Me Be with You di Round Table featuring Nino,

Sigle di chiusura:
- Raison d'être di Rie Tanaka (episodi 1-13);
- Ningyo Hime di Rie Tanaka (episodi 14-25)
- Katakoto no koi di Rie Tanaka e Tomokazu Sugita (episodio 26).

Nel 2009 è stata incisa una sigla italiana, Chobits, scritta e cantata da Santo Verduci. Il brano, oltre ad essere disponibile su YouTube, è stato pubblicato su CD, nonostante la serie non sia ancora stata distribuita in Italia.

### Image albumeCD drama
Un album contenente alcune image song intitolato Chobits Character Song Collection, è stato pubblicato il 17 febbraio 2004. Sono inoltre creati 4 CD drama dalla serie.

### Videogiochi
Nel 2002 la Marvelous Entertainment ha pubblicato esclusivamente per il Giappone il videogioco Chobits: Atashi dake no hito per Game Boy Advance. L'anno successivo è stata invece la Broccoli a pubblicare per PlayStation 2 un videogioco intitolato Chobits: Chii dake no hito, anche in questo caso però esclusivamente in Giappone. Un videogioco per PC è stato pubblicato nel 2002 utilizzando come supporti le tecnologie Macromedia e QuickTime. Questo videogioco si chiama Communication Game, ed in esso il giocatore può "dialogare" con Chii ed insegnarle a parlare.

## Riferimenti ed influenze su altre opere
- Il manga Chobits ha un legame stretto con altre due opere delle CLAMP, il precedente Angelic Layer ed il successivo Kobato.: tale legame è dato dalla presenza di personaggi ed ambienti comuni alle tre storie, che seguono una linea cronologica.
- Chii ha molti punti in comune con Nyu del manga Elfen Lied pubblicato a partire dal 2002. Entrambe non sono umane (Chii è un robot, Nyu è una mutante) e hanno protuberanze ai lati della testa che le distinguono dai normali esseri umani, inoltre hanno perso completamente la memoria e per questo hanno il medesimo carattere innocente e privo di senso pratico. Chii e Nyu, entrambe con personalità doppia, prendono il loro nome dall'unico suono che riescono a pronunciare quando vengono ritrovate.